# Nina Svetlanova
Nina Svetlanova (Kiev, 23 gennaio 1932) è una pianista e docente russa naturalizzata statunitense.
Ha ottenuto la cittadinanza statunitense nel 1983. È stata docente di pianoforte presso la Manhattan School of Music di New York e presso il Mannes College of Music dalla fine degli anni '70.  Prima della sua carriera di insegnante, era conosciuta come pianista da concerto e artista collaborativa, essendo la pianista principale ad aver lavorato con il mezzosoprano armeno Zara Dolukhanova.
La Svetlanova si è laureata al Conservatorio di Mosca in classe con Heinrich Neuhaus, con cui ha studiato dai 16 ai 23 anni (1948-1955) per un periodo di sette anni. In precedenza, era stata allieva di Grigory Kogan e Sofia Kogan al Gnesin Music College, dove ha studiato da quando aveva cinque anni (1937-1948).
Dopo la laurea presso il Conservatorio di Mosca nel 1955, è diventata Opera Konzertmeister (istruttore di opera) presso il famoso Teatro Bol'shoj. In seguito è diventata pianista nel roster ufficiale dell'Associazione filarmonica di Mosca chiamata Moskonzert, che era il principale ufficio responsabile di tutti i concerti nell'URSS. Da pianista al Moskonzert la Svetlanova ha girato il mondo suonando con strumentisti e ensemble e lavorando a stretto contatto con Zara Doluchanova. 
Si è trasferita a New York nel 1975.